# スイス国鉄Ae4/6形電気機関車

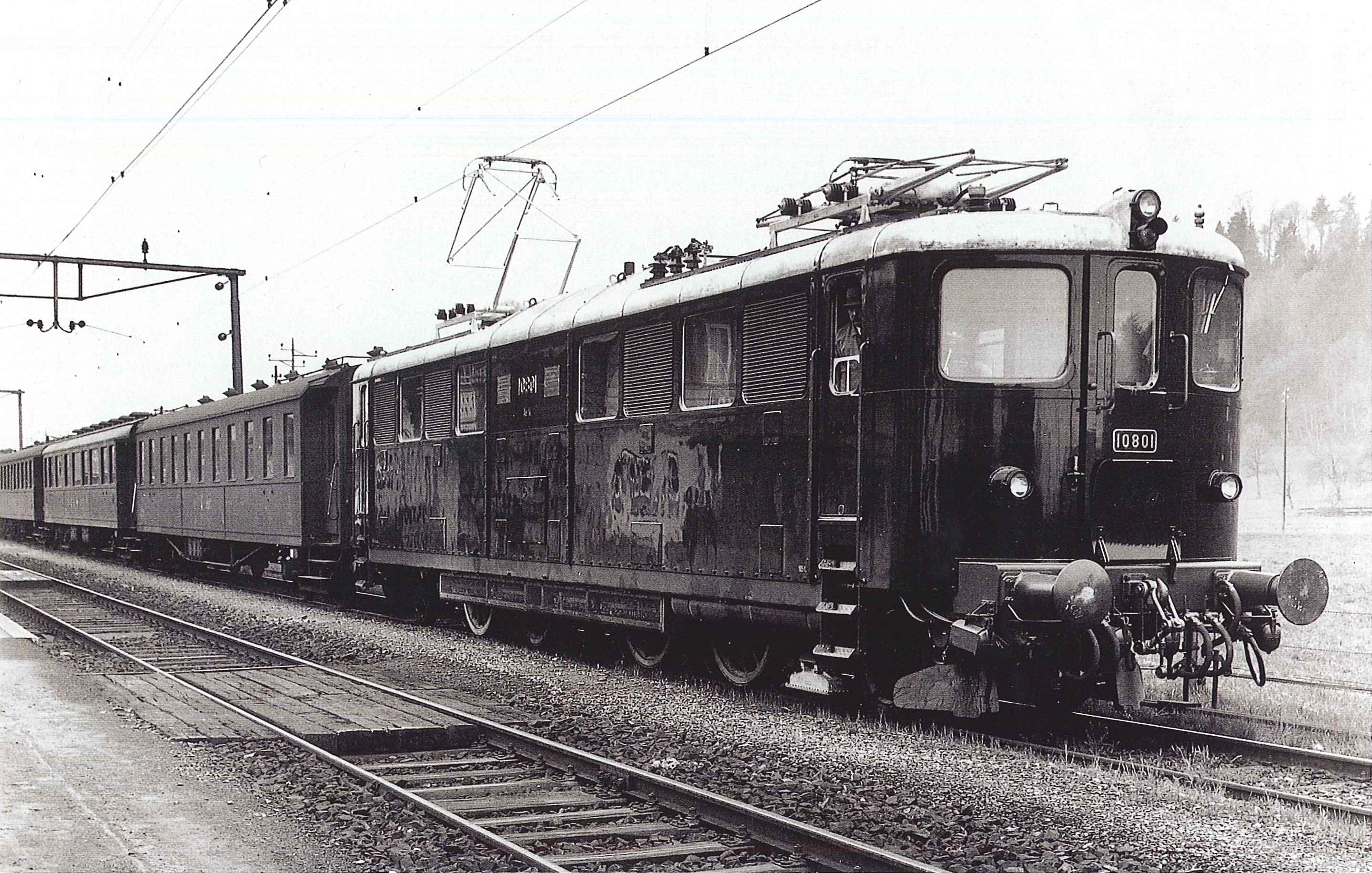
Ae4/6 10801号機、客車列車を牽引、1941年

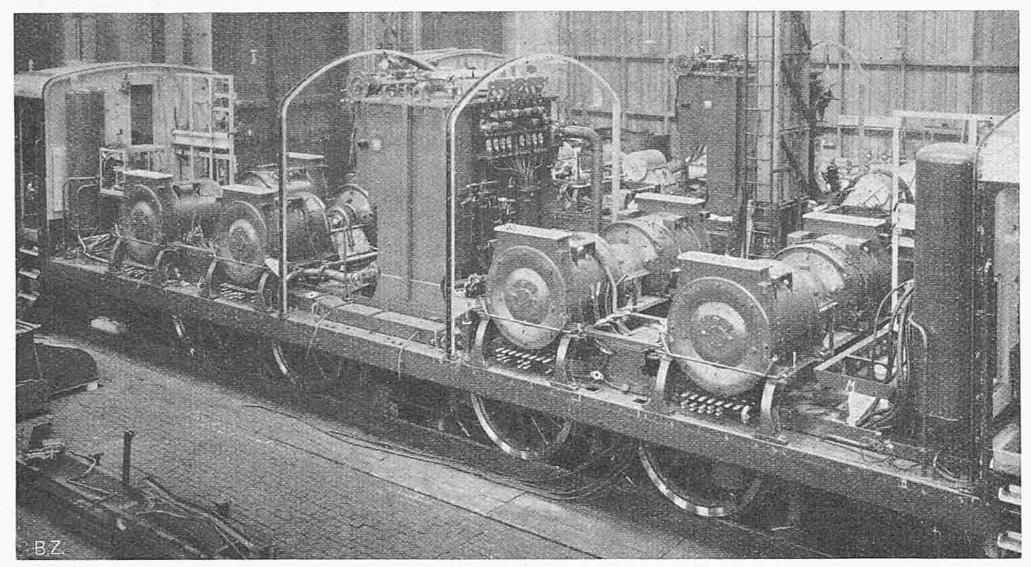
製造中のAe4/6形、主電動機は車体内に動軸1軸あたり2基装備される、バーデンのBBC工場内、1942年

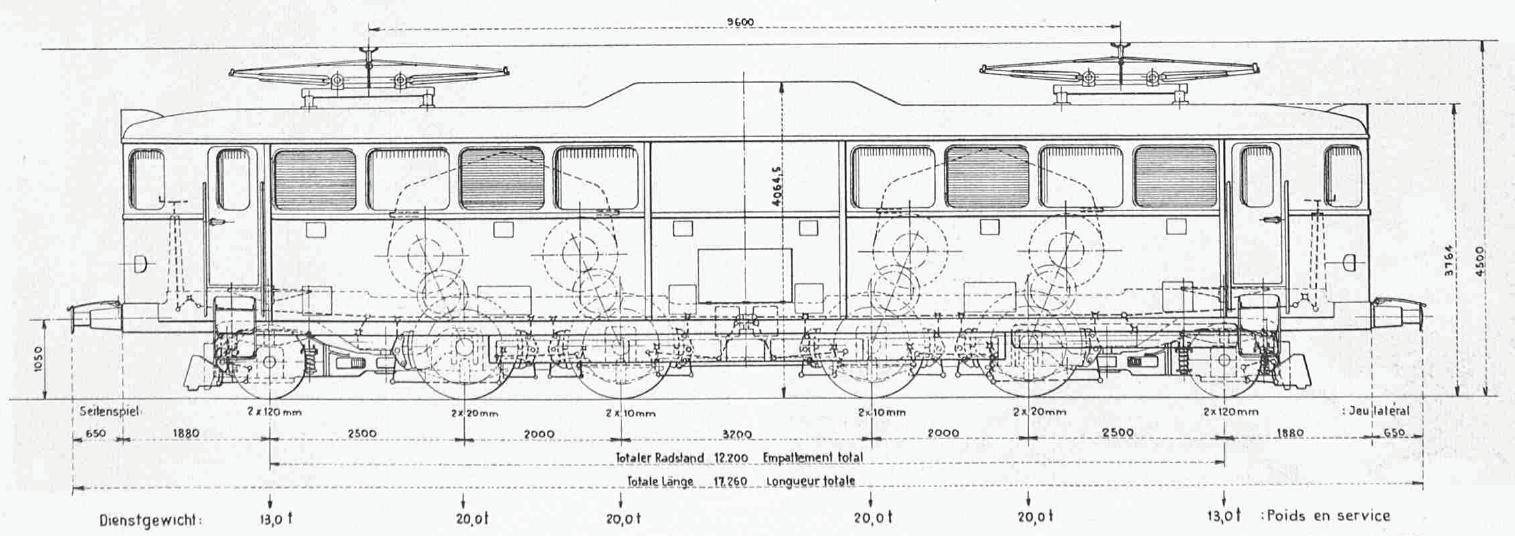
Ae4/6形の形式図

スイス国鉄Ae4/6形電気機関車（スイスこくてつAe4/6がたでんききかんしゃ）は、スイスのスイス連邦鉄道（SBB: Schweizerische Bundesbahnen、スイス国鉄）のゴッタルド線で使用された本線用ユニバーサル駆動式電気機関車である。

## 概要
ゴッタルド峠の下を通るゴッタルド鉄道トンネルを擁するスイス国鉄のアルプス越えルートの一つであるゴッタルドルートでは、1920-30年代にはロッド式のBe4/6形、クロコダイルと呼ばれるスコッチヨーク式のCe6/8II形および斜めロッドドライブ式のCe6/8III形、ブフリ式のAe4/7形Bauart IIが主力として使用され、重量列車については重連で牽引していた。これらの機関車のいずれも重連総括制御機能をもたなかったため、運用コストがかかっていたほか、ゴッタルド線専用機は例えばCe6/8II形は最高速度が65 km/hで、26パーミルで430 tを牽引可能ではあるがその際の速度が35 km/hであるなど速度性能に問題があり、本来平坦線用機であるAe4/7形は26パーミルでの牽引トン数が320 tと牽引力が不足しているなど、十分な性能の機関車が望まれる状況となっていた。また、重量列車牽引用に2両永久連結で26パーミルの勾配区間で770 tの列車を牽引可能なAe8/14形が導入されたが、逆にこちらも運用上の問題から1931-39年に3両が製造されただけであった。一方、もう一つの主要なアルプス越えルートで、レッチュベルクトンネルとシンプロントンネルを経由するシンプロンルートでは、ベルン-レッチュベルク-シンプロン鉄道の所有するクイル式で車軸配置(1'Co)(Co1')、最高速度90 km/hのAe6/8形が27パーミルで600 tを62 km/hで牽引しており、速度性能、牽引力ともに十分な性能を発揮していたため、スイス国鉄でも同機を借り入れてゴッタルドルートで運用してその性能を確認していた。そのような状況のもと、スイス国鉄では2車体連結の高出力機であるAe8/14形を1/2の1車体の通常の機関車とする代わりに重連総括制御装置を搭載した機関車を導入することとなり、Ae4/6形として10801-10812号機の12両が製造されたものが本機である。本機はAe8/14形11852号機をベースとした、1時間定格出力4200 kW、牽引力172 kNで、26パーミルで重連で770 tを牽引可能なSLMユニバーサルドライブのゴッタルド線専用機であり、電機品の製造をBBC、MFO、SAASが、車体、機械部分、台車、駆動装置をSLMが担当して1941-45年に製造されている。なお、各製造ロットごとの機番と製造年、SLM製番、機械品/電機品製造メーカーは下記のとおりである。
- 10801-10804 -  1941年 - 3716-3719 - SLM/BBC/MFO/SAAS
- 10805-10808 - 1942、44年 - 3793-3796 - SLM/BBC/MFO/SAAS
- 10809-10812 - 1945年 - 3842-3845 - SLM/BBC/MFO/SAAS

## 仕様

### 車体
- 車体はAe8/14形11852形のものと同様の軽量構造であるが、軽量化のために運転室部など一部にアルミニウムを使用しているほか、前頭部は貫通式で半円柱の2次曲面で構成された半流線型で、同じく軽量化のため車体下部のスカートも省略されたものとなった。正面は中央に幅狭の貫通扉を設置した3枚窓、腰部左右に小型の丸型前照灯が、屋根中央部に丸型の前照灯と標識灯を縦2列に並べて設置しており、乗務員室扉は運転席横左右の2箇所に設置、運転室側面の窓は下降式である。
- 屋根上のパンタグラフは車体両端の低屋根部分に2基が設置され、側面は同一サイズの採光窓と冷却気取入用のルーバーが交互に計8箇所並ぶものとなり、型帯はあるものの平滑ですっきりとしたデザインとなっている。
- 運転室はスイス国鉄で初めての左側運転台となり、その後国際共通汎用機のTRAXXであるRe482形でヨーロッパ標準の右側運転台に戻るまでのスイス国鉄標準となった。また、運転台は運転士が立って運転する形態であるが、マスターコントローラーはAe8/14 11801、11851号機以降Re420形以降RBDe560形までのスイス国鉄動力車の標準的なスタイルとなった運転席左側の空気ブレーキ関係のレバーと右側の電気関係のレバー式のものから、Ae8/14 11852号機とともに従来のスイスやドイツで一般的な円形のハンドル式のものに戻されている。
- 車体塗装はスイス国鉄標準の緑色で、正面貫通扉に機番のプレートが設置され、側面中央には機番の切抜文字とその下に形式名のレタリングが設置されていた。屋根および屋根上機器がライトグレー、床下機器と台車は黒であった。

### 走行機器

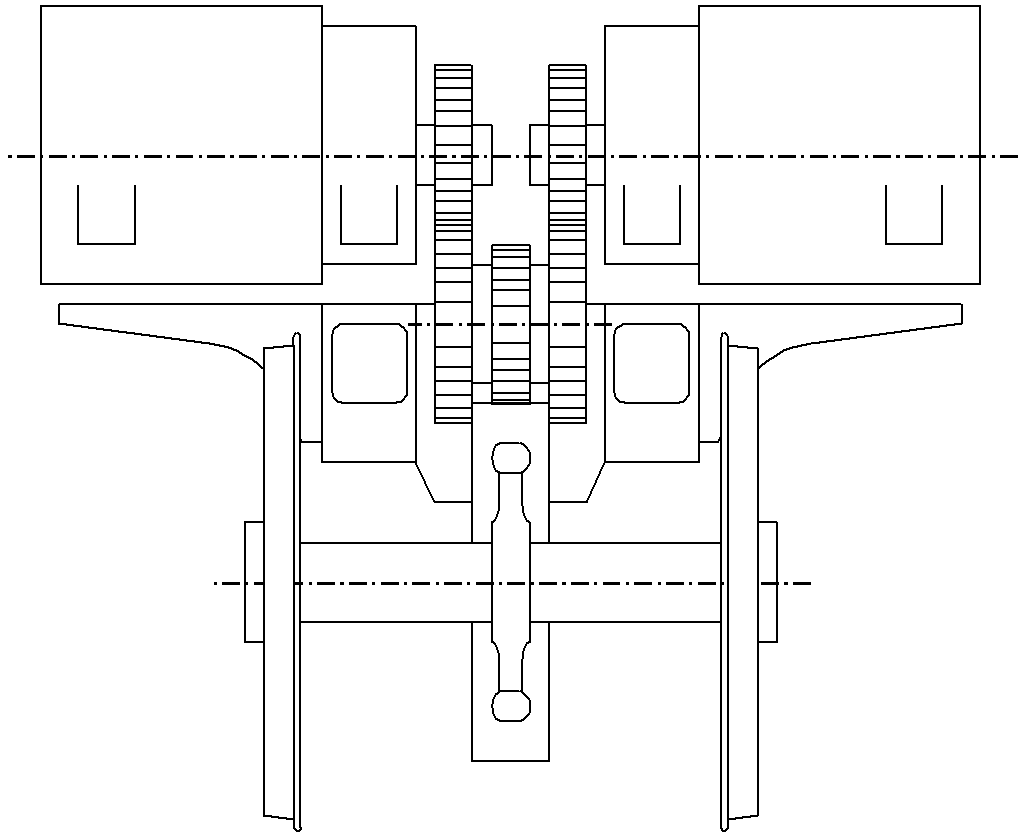
ユニバーサルドライブの模式図

- 電機品はAe8/14形の一車体分と同等のBBC製の高圧タップ切換制御となり、26段で主電動機の電圧を55Vから950Vまで制御している。主変圧器は油冷式で走行用の出力のほか、補機用のAC220Vと暖房用のAC800Vおよび1000Vの出力を持つものを車体中央に設置しており、冷却油はオイルクーラーによる冷却とされている。変圧器、タップ切換器、オイルポンプ、主電動機冷却ファン、電動空気圧縮機等の主要機器は車体内の機械室内に設置されているほか、10801-10804号機は抵抗器が車体側面の裾部に設置されていたが、後年10805号機以降と同様に車体内に移設されている。また、軽量化のために主開閉器がそれまでの油遮断器から新しいBBC製の空気遮断器が採用されているほか、第二次世界大戦の影響による原材料不足のため、主変圧器および主電動機のそれぞれ一部の材料が銅からアルミニウムに変更されていたが、1953年に順次銅に戻されている。
- ブレーキ装置は電気ブレーキを主制御装置による回生ブレーキで、第1動輪の主電動機で第2-4動輪主電動機を励磁する方式としたほか、ウエスティングハウスの空気ブレーキと手ブレーキを装備し、基礎ブレーキ装置は動輪は両抱式、先台車は片押式である。
- 台枠は28 mm厚の鋼板で構成される内側台枠式の板台枠で、軸配置は外観上は1D1であるが1軸先台車と隣接する動輪をジャワ式の台車[10]に取付けることで(1A)B(A1)とし、固定動輪にも横動量を設定して曲線通過性能に配慮している。それぞれの車輪の横動量は10801-10806号機が2×120/20/10/10/20/120 mm（先輪/第1動輪/第2動輪/第3動輪/第4動輪/先輪）、10807-10812号機が2×120/10/8/8/10/120 mm（同）となっており、10807号機以降は先台車も変更となっている。なお、先輪は直径950 mm、動輪は1350 mmのいずれもスポーク車輪であり、軸バネはいずれも重ね板バネである。
- 駆動装置はAe8/14 11851、11852号機と同じSLMユニバーサルドライブで、この方式は主電動機を2台1組で同心上に横に並べて配置し、主電動機出力軸から小歯車で中間軸の左右に2枚取付けられた大歯車を駆動し、中間軸の中央に取付けられた小歯車から動軸と同心に設置された中空軸の大歯車を駆動し、大歯車から動軸へはリンクを使用した継手により変位を吸収しながら動力を伝達する方式である。この方式は装置が台枠内に設置されるため外側からは駆動装置が見えないのが特徴となっており、Ae8/14 11801号機までのスイス国鉄標準であったブフリ駆動方式より装置が小型化されるとともに重量や回転のバランスも改善され、動輪径も1350 mmに縮小されている。主電動機が車体内の左右に並んで設置されているため機器室内は中央通路式となっており、主電動機送風機は前後2台の主電動機の上部に1台ずつ設置されている。また、歯車比はAe8/14 11852号機の3.47から3.22へ変更となっており、設計最高速度は125 km/hとされていたが、実際の運用では当初100 km/h、1955年以降でも110 km/hに抑えられていた[11]。
- 主電動機は1時間定格出力525 kW、連続定格出力495 kWの交流整流子電動機を8台搭載しており、最大牽引力274 kN、1時間定格牽引力172 kNの性能を発揮するほか、主電動機は2台ずつ2群に分けられており、1台故障時でも4台の主電動機を使用することが可能である。
- 制御用などの低圧電源として直流36Vの整流装置と蓄電池を搭載するほか、重連総括制御装置として26芯×2の連結栓を持つSystem IIが採用されている。

### 主要諸元
- 軌間：1435 mm
- 電気方式：AC15 kV 16.7 Hz 架空線式
- 最大寸法：全長17260 mm
- 軸配置：(1A)Bo(A1)
- 全軸距：12200 mm
- 動輪径：1350 mm
- 先輪径：950 mm
- 減速比：3.22
- 先台車軸距：2500 mm
- 運転整備重量：105.0 t
- 動輪周上重量：79.0 t
- 走行装置
  - 主制御装置：高圧タップ切換制御
  - 主電動機：交流整流子電動機×8台
  - 主電動機出力：1時間定格出力525 kW、連続定格出力495 kW
- 牽引力
  - 牽引力：1時間定格172 kN、最大274 kN
  - 牽引トン数：770 t（重連、26パーミル、75 km/h）
- 定格速度：1時間定格85 km/h、連続定格87.5 km/h
- 最高速度：125 km/h（製造時）
- ブレーキ装置：手ブレーキ、空気ブレーキ

### 改造
- SLMユニバーサルドライブは走行時の騒音が大きかったため、10807-10812号機の6両は1961-66年に順次駆動装置をクイル式の一種であるBBCスプリングドライブに変更をしており、歯車比が3.22から3.19に変更になっている。なお、改造後は主要諸元が以下のように変更となっているほか、本機のSLMユニバーサル式の駆動装置は1960年のAe8/14 11852号機の駆動装置更新用に流用されている。
- また、同時に制御装置も更新され、運転室に機関士席を設置し、マスターコントローラーを後方に傾けて機関士が座って運転する形態に変更されているほか、重連総括制御装置を不具合が多く本格的には使用されていなかったSystem IIからSystem IIIに変更している。
  - 運転整備重量：110.0 t
  - 動輪周上重量：83.0 t
  - 減速比：3.19
  - 最大牽引力：218 kN

## 運行・廃車

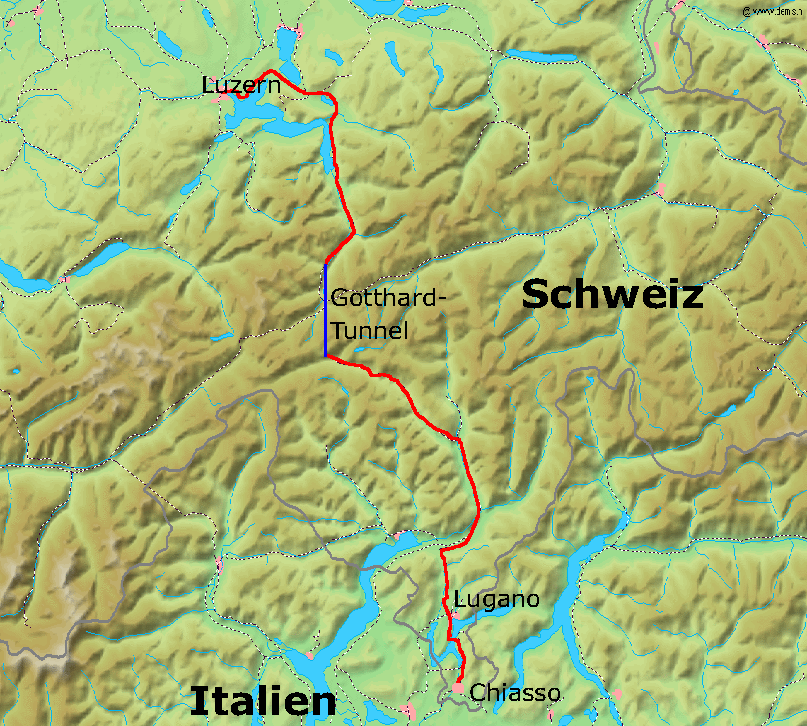
本機が使用されたゴッタルドルートの路線図

- 製造後は1941年4月から1945年5月にかけて順次エルストフェルドに配置になり、ゴッタルドルートで運用されていた。その後10807-10812号機は1948年に、10801-10806号機は1956年にベッリンツォーナの転属となり、廃車まで全機が同地の配属となっていた。
- 本機は貨物列車、旅客列車の双方に使用され、26パーミル区間では単機で375 tを、重連では700 tを牽引しており、Ae4/7形やBe4/6形を一部置き換えているが、最高速度が100 km/hに制限されたことや粘着性能の悪さ、走行音や重連総括制御装置の問題から、最高速度100 km/hで320tを牽引可能なAe4/7形と比較して大きなメリットはなかったため、本機の製造が12両のみにとどまったことにより、完全な置き換えまでには至らなかった。
- 10807号機は1950年に衝突事故に遭ったが、復旧の際に重連総括制御装置を省略している。
- 1955年からのAe6/6形量産機の導入されて600 tまでの列車を単機で牽引するようになったことに伴い、1956年以降本機は急行列車の牽引する運用から外れているが、Ae6/6形は重連総括制御装置を持たず、単機での運行であったことから本機は引続き重量列車などに使用されていた。
- 1965年7月9日に10801号機が火災を起こし、復旧されることなくそのまま廃車となっている。
- その後1975年からは単機で800 tを牽引して80 km/hで走行することができるRe6/6形が導入されたことから、本機は次第にローカル運用に使用されるようになり、1977年から1983年にかけて順次廃車となった。
- 1980年には50パーミルの勾配区間を持つスイス南東鉄道[12]への譲渡が検討され、実際に10810号機と10812号機で試運転も実施された。しかし、本機の粘着性能が良くなかったことなどから本機の譲渡は実施されず、代わりにRe4/4III形3両[13]が譲渡されている。
- 各機体の廃車年は以下の通り

- 10801 - 1965年
- 10802 - 1977年
- 10803 - 1981年
- 10804 - 1981年
- 10805 - 1983年
- 10806 - 1982年

- 10807 - 1977年
- 10808 - 1981年
- 10809 - 1981年
- 10810 - 1982年
- 10811 - 1983年
- 10812 - 1982年

## 同形機

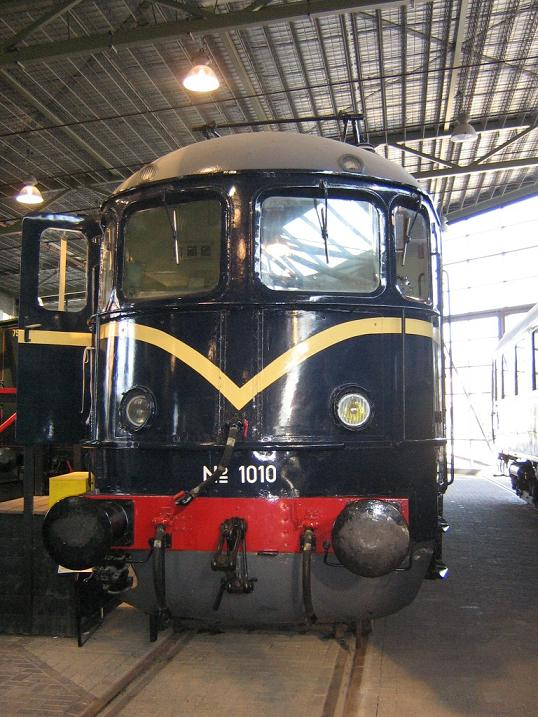
オランダの博物館で保存されているNS1000型1010号機

- オランダ国鉄では1948年から本形式をベースとしてSLMとSAASなどで製造された車軸配置(1-A)AA(A-1)、1時間定格出力3296 kWのNS1000型1001-1010号機を導入し、1983年まで使用している。